# Pseudepipona meadewaldoi
Pseudepipona meadewaldoi är en stekelart som först beskrevs av Joseph Charles Bequaert.  Pseudepipona meadewaldoi ingår i släktet Pseudepipona och familjen Eumenidae. Inga underarter finns listade i Catalogue of Life.